# Afcharides
1736–1749
Entités précédentes :
- Empire séfévide
- Hotaki

Entités suivantes :
- Dynastie Zand
- Khanat d'Ourmia
- Empire Durrani

Les Afcharides (en persan : افشاریان / Afšâriyân) sont une dynastie iranienne d’origine turcomane qui règne sur l'Iran de 1736 à 1749.  
Les Afchars sont une tribu turque Oghouz originaire  du Turkestan. Après la conquête mongole de la région, ils s'installent dans la province d'Azerbaïdjan. Par la suite, une partie de leurs élites servent Chah Ismail Safavi (1487-1524) dans l'armée des Qizilbash. Une fois que Shah Ismail assoit son pouvoir, il déplaça certains clans des Afchars de l'Azerbaïdjan vers le Khorassan pour qu'ils y fassent barrage aux Ouzbeks.
Le XVIIIe siècle s’annonce pour l’Iran comme une ère de troubles et de conflits. La chute des Séfévides  devant les Afghans de Mir Mahmoud Hotaki (1722) entraîne plusieurs années d’effusion de sang, de massacres et de pillages. C'est durant cette période qu'un militaire, « Nader », du clan Qirqlu de la tribu des Afchars, accède au pouvoir en libérant le pays de la domination afghane.

## Histoire

### Fondation de la dynastie
Nâdir Châh naît dans une humble famille semi-nomade de Khorassan, et devient un chef de guerre local. Son cheminement vers le pouvoir a commencé lorsque le Mir Mahmoud Hotaki renverse le Chah safavide Hussein Ier en 1722. Dans le même temps, les ottomans et les russes envahissent la Perse. Nâdir unit ses forces avec celles du sultan Husayn II, et conduit la résistance contre les afghans de Ghilzay puis de Ashraf, son frère. Nader a combattu pour retrouver les terres perdues aux mains des Ottomans et rétablir le contrôle perse des Afghans. En 1736, après qu'il eut repris la plupart des terres perdues par la Perse, Nâdir se fait proclamer Chah.

### Passation du pouvoir
Nâdir lance une nouvelle politique religieuse visant à concilier sunnisme et chiisme. La dynastie safavide avait beaucoup compté sur le soutien des chiites, mais de nombreux soldats de l'armée de Nâdir étaient sunnites. Nâdir a également voulu se placer en rival du sultan ottoman pour la suprématie du monde musulman, ce qui aurait été impossible s'il était resté un chiite orthodoxe.
Peu de temps après Nader a mené une guerre contre les afghans et capturé Kandahar. En 1738, il envahit l'Inde moghole, massacre 30 000 habitants de Delhi et acquiert de nombreuses richesses. Après son retour Nader se brouille avec son fils aîné, Reza Mirza Qoli, qui gouvernait la Perse pendant l'absence de son père. Devenant de plus en plus despotique et taxant massivement ses sujets pour payer ses campagnes militaires, de nombreuses révoltes éclatent et il est finalement assassiné en 1747.
Son neveu Adil Châh s'empare du trône mais l'ancien trésorier de Nadir, Ahmad Shah Abdali, avait déclaré son indépendance en fondant l'Empire Durrani dans le Khorassan. Ces territoires perdus deviendront une partie de l'Afghanistan moderne. Le frère d'Adil, Ebrahim Châh est envoyé pour sécuriser la capitale Ispahan, qu'il prend pour lui-même. Ebrahim est vaincu par son frère, mais pendant ce temps un groupe d'officiers de l'armée proclame Shâhrokh, petit-fils de l'empereur Nâdir en 1748. Son règne ne dura qu'un an et il fut vaincu en 1749 par Mohammad Karim Khân de la dynastie Zand, mettant ainsi fin à la dynastie Afchar.

## Dynastie Afchar
- 1736-1747 : Nâdir Châh
- 1747-1748 : Adil Châh
- 1748-1748 : Ebrahim Châh
- 1748-1749 : Châhrokh Châh

### Arbre généalogique
L'arbre généalogique ci-dessous donne une vue simplifiée de la dynastie
|  |  |            |            |               |            |            |            |  |  |  |  |  |  | Imam Qouli Beg Afchar |  |  |  |  |  |  |  |  |  |           |           |           |           |           |           |                |                |                |                |                |                |  |  |  |  |              |              |              |              |              |              |  |  |  |  |  |  |  |  |  |  |  |  |
|  |  |            |            |               |            |            |            |  |  |  |  |  |  |                       |  |  |  |  |  |  |  |  |  |           |           |           |           |           |           |                |                |                |                |                |                |  |  |  |  |              |              |              |              |              |              |  |  |  |  |  |  |  |  |  |  |  |  |
|  |  |            |            |               |            |            |            |  |  |  |  |  |  |                       |  |  |  |  |  |  |  |  |  |           |           |           |           |           |           |                |                |                |                |                |                |  |  |  |  |              |              |              |              |              |              |  |  |  |  |  |  |  |  |  |  |  |  |
|  |  | Nâdir Shâh | Nâdir Shâh | Nâdir Shâh    | Nâdir Shâh | Nâdir Shâh | Nâdir Shâh |  |  |  |  |  |  |                       |  |  |  |  |  |  |  |  |  |           |           |           |           |           |           | Ibrahim Afchar | Ibrahim Afchar | Ibrahim Afchar | Ibrahim Afchar | Ibrahim Afchar | Ibrahim Afchar |  |  |  |  |              |              |              |              |              |              |  |  |  |  |  |  |  |  |  |  |  |  |
|  |  | Nâdir Shâh | Nâdir Shâh | Nâdir Shâh    | Nâdir Shâh | Nâdir Shâh | Nâdir Shâh |  |  |  |  |  |  |                       |  |  |  |  |  |  |  |  |  |           |           |           |           |           |           | Ibrahim Afchar | Ibrahim Afchar | Ibrahim Afchar | Ibrahim Afchar | Ibrahim Afchar | Ibrahim Afchar |  |  |  |  |              |              |              |              |              |              |  |  |  |  |  |  |  |  |  |  |  |  |
|  |  |            |            |               |            |            |            |  |  |  |  |  |  |                       |  |  |  |  |  |  |  |  |  |           |           |           |           |           |           |                |                |                |                |                |                |  |  |  |  |              |              |              |              |              |              |  |  |  |  |  |  |  |  |  |  |  |  |
|  |  | Reza Qouli | Reza Qouli | Reza Qouli    | Reza Qouli | Reza Qouli | Reza Qouli |  |  |  |  |  |  |                       |  |  |  |  |  |  |  |  |  | Adil Châh | Adil Châh | Adil Châh | Adil Châh | Adil Châh | Adil Châh |                |                |                |                |                |                |  |  |  |  | Ebrahim Châh | Ebrahim Châh | Ebrahim Châh | Ebrahim Châh | Ebrahim Châh | Ebrahim Châh |  |  |  |  |  |  |  |  |  |  |  |  |
|  |  | Reza Qouli | Reza Qouli | Reza Qouli    | Reza Qouli | Reza Qouli | Reza Qouli |  |  |  |  |  |  |                       |  |  |  |  |  |  |  |  |  | Adil Châh | Adil Châh | Adil Châh | Adil Châh | Adil Châh | Adil Châh |                |                |                |                |                |                |  |  |  |  | Ebrahim Châh | Ebrahim Châh | Ebrahim Châh | Ebrahim Châh | Ebrahim Châh | Ebrahim Châh |  |  |  |  |  |  |  |  |  |  |  |  |
|  |  |            |            | Shâhrokh Châh |            |            |            |  |  |  |  |  |  |                       |  |  |  |  |  |  |  |  |  |           |           |           |           |           |           |                |                |                |                |                |                |  |  |  |  |              |              |              |              |              |              |  |  |  |  |  |  |  |  |  |  |  |  |
|  |  |            |            |               |            |            |            |  |  |  |  |  |  |                       |  |  |  |  |  |  |  |  |  |           |           |           |           |           |           |                |                |                |                |                |                |  |  |  |  |              |              |              |              |              |              |  |  |  |  |  |  |  |  |  |  |  |  |
|  |  |            |            | Nader Mirza   |            |            |            |  |  |  |  |  |  |                       |  |  |  |  |  |  |  |  |  |           |           |           |           |           |           |                |                |                |                |                |                |  |  |  |  |              |              |              |              |              |              |  |  |  |  |  |  |  |  |  |  |  |  |

### Référence de traduction
- (en) Cet article est partiellement ou en totalité issu de l’article de Wikipédia en anglais intitulé « Afsharid dynasty » (voir la liste des auteurs).